# Busa (Navès)

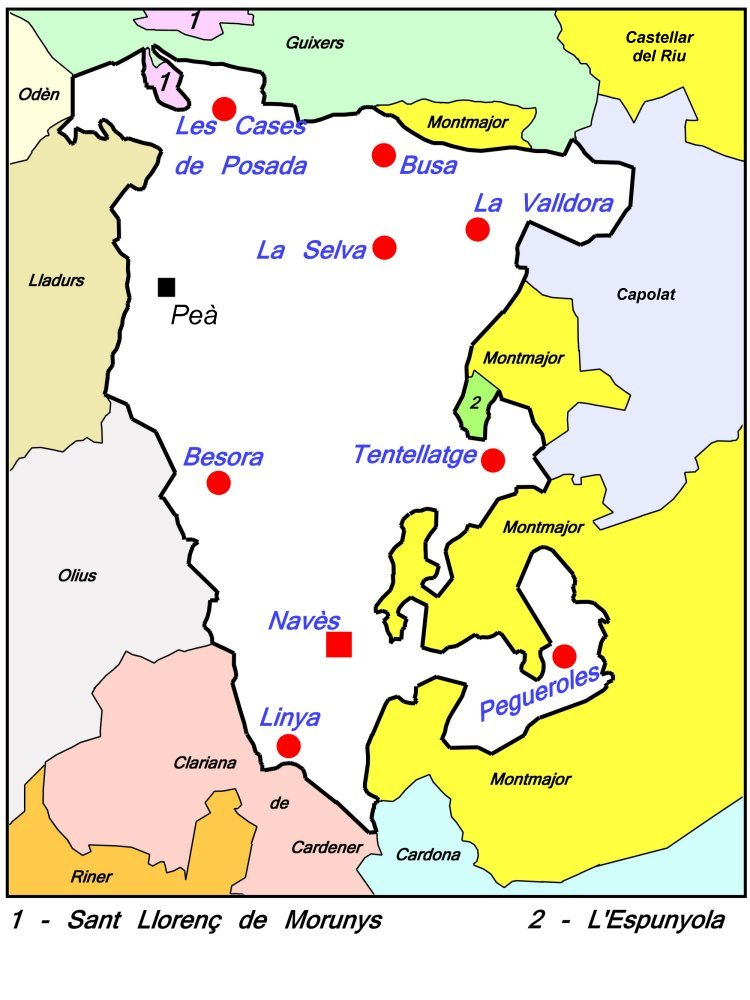
El municipi de Navès i les seves 9 entitats de població.

Busa és una de les nou entitats de població del municipi de Navès (Solsonès). No té cap nucli de poblament agrupat.

## Etimologia
Diversos documents antics del segle X i XI fan referència a la serra de Busa com «[in] monte de Businus» el 989, «Monte Busine» el 1043 i «[in] monte Busine» el 1044; i el segle XII es documenta l'església parroquial de Sant Cristòfol de Busa com «Sen Cristoval de Buse».

## Demografia
| Evolució demogràfica |            |            |            |                   |                   |                   |       |
| Any                  | Nucli urbà | Nucli urbà | Nucli urbà | Poblament dispers | Poblament dispers | Poblament dispers | Total |
| Any                  | Homes      | Dones      | Total      | Homes             | Dones             | Total             | Total |
| 2000                 | 0          | 0          | 0          | 4                 | 5                 | 9                 | 9     |
| 2001                 | 0          | 0          | 0          | 4                 | 5                 | 9                 | 9     |
| 2002                 | 0          | 0          | 0          | 4                 | 5                 | 9                 | 9     |
| 2003                 | 0          | 0          | 0          | 4                 | 5                 | 9                 | 9     |
| 2004                 | 0          | 0          | 0          | 4                 | 5                 | 9                 | 9     |
| 2005                 | 0          | 0          | 0          | 4                 | 5                 | 9                 | 9     |
| 2006                 | 0          | 0          | 0          | 4                 | 5                 | 9                 | 9     |
| 2007                 | 0          | 0          | 0          | 4                 | 5                 | 9                 | 9     |
| 2008                 | 0          | 0          | 0          | 4                 | 5                 | 9                 | 9     |
| Font: INE            |            |            |            |                   |                   |                   |       |